# Salón de Espejos (Alcázar de Madrid)

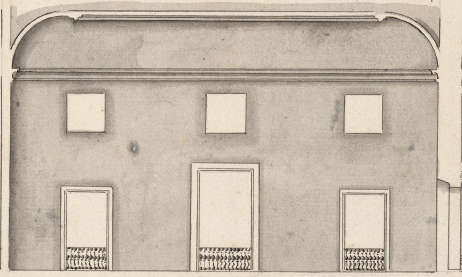
Sección del Salón de Espejos en el plano del parquet (1711)

El Salón de Espejos fue una estancia conocida por su importancia artística, decorativa y ceremonial situada en el centro de la fachada sur del desaparecido Real Alcázar de Madrid.

## Historia

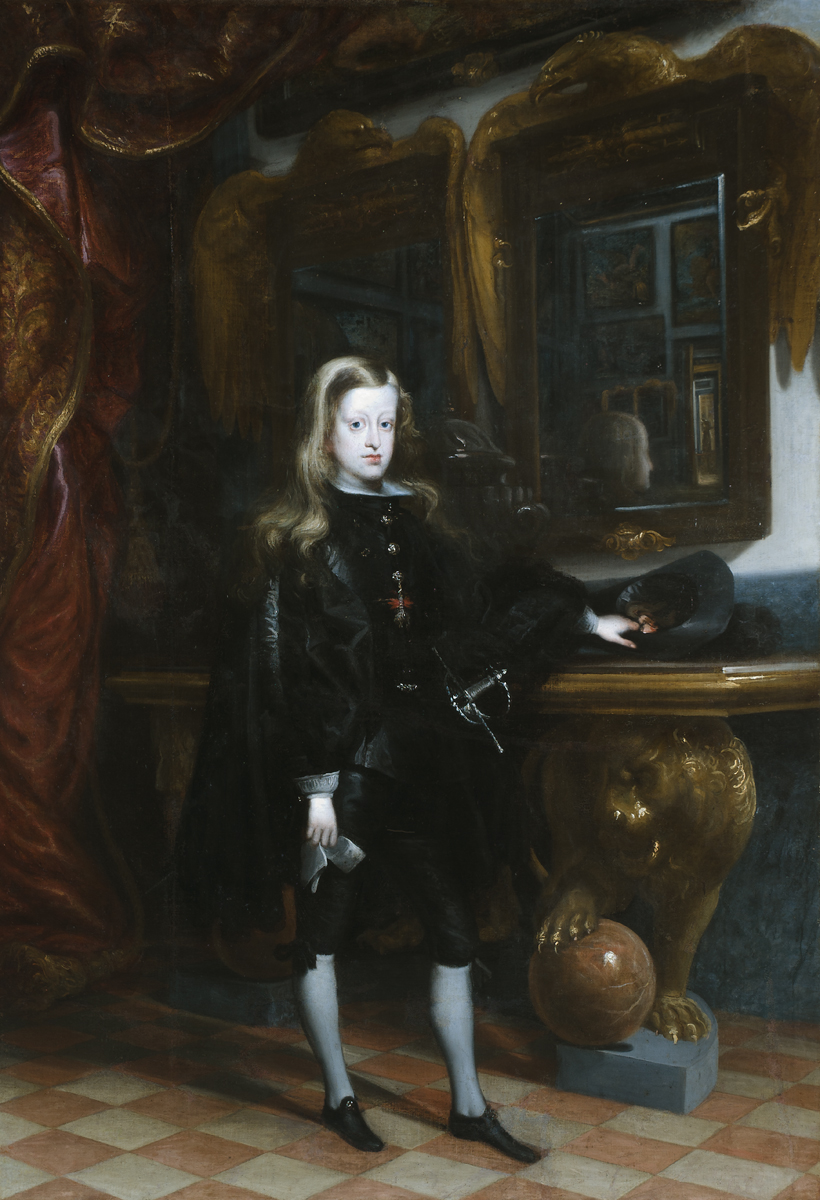
Retrato de Carlos II por Juan Carreño de Miranda en el Salón de Espejos

El origen de esta sala se encuentra en la construcción de la nueva fachada sur del alcázar madrileño iniciada en 1618 bajo las trazas de Juan Gómez de Mora. En el inicio de 1622 la fachada se encontraba terminada y dejaba en su centro un nuevo salón rectangular correspondiente a los tres balcones centrales de la fachada sur. Se decoró a continuación la sala con mármol, decorándose la bóveda, que en un principio había pensado pintarse. En 1622 el salón y estaba terminado y era descrito por Juan Gómez de Mora, cuatro años después como:

Pieça grande sobre la puerta prinçipal y de aqui ven los Reyes las fiestas y procesiones que pasan por la plaça de Palaçio.

En un principio pensó en pintarse la bóveda, idea que finalmente quedaría descartada antes de 1625. Gracias a una visita de Rubens a Madrid en septiembre de 1628 por motivos diplomáticos, el pintor flamenco participará en la decoración de la estancia influyendo en que en la misma se colgaran pinturas flamencas y no solo italianas y españolas.
Hasta finales de 1630 el Salón de Espejos no tomará su carácter ceremonial, siendo hasta entonces un espacio eminentemente privado que enlazaba los cuartos del Rey y de la Reina.
En 1639 se llevaría a cabo una campaña de redecoración dirigida por Alonso Carbonel.
El salón sería el lugar donde mediados del siglo XVII se recibirían solemnemente a príncipes y embajadas como: Francisco I de Este, duque de Módena, en 1638; o a Hamete Aga Mustafarac (أحمد أغا مستفرق), embajador del sultán niño Mehmed IV, en 1649. Asimismo desde el balcón principal de la fachada sur del alcázar al que daba acceso la sala, se proclamó a Carlos II como rey en 1665.
El salón sería destruido como consecuencia del Incendio del Real Alcázar en la Nochebuena de 1734, siendo salvadas la mayor parte de las obras de arte que contenía.

## Descripción

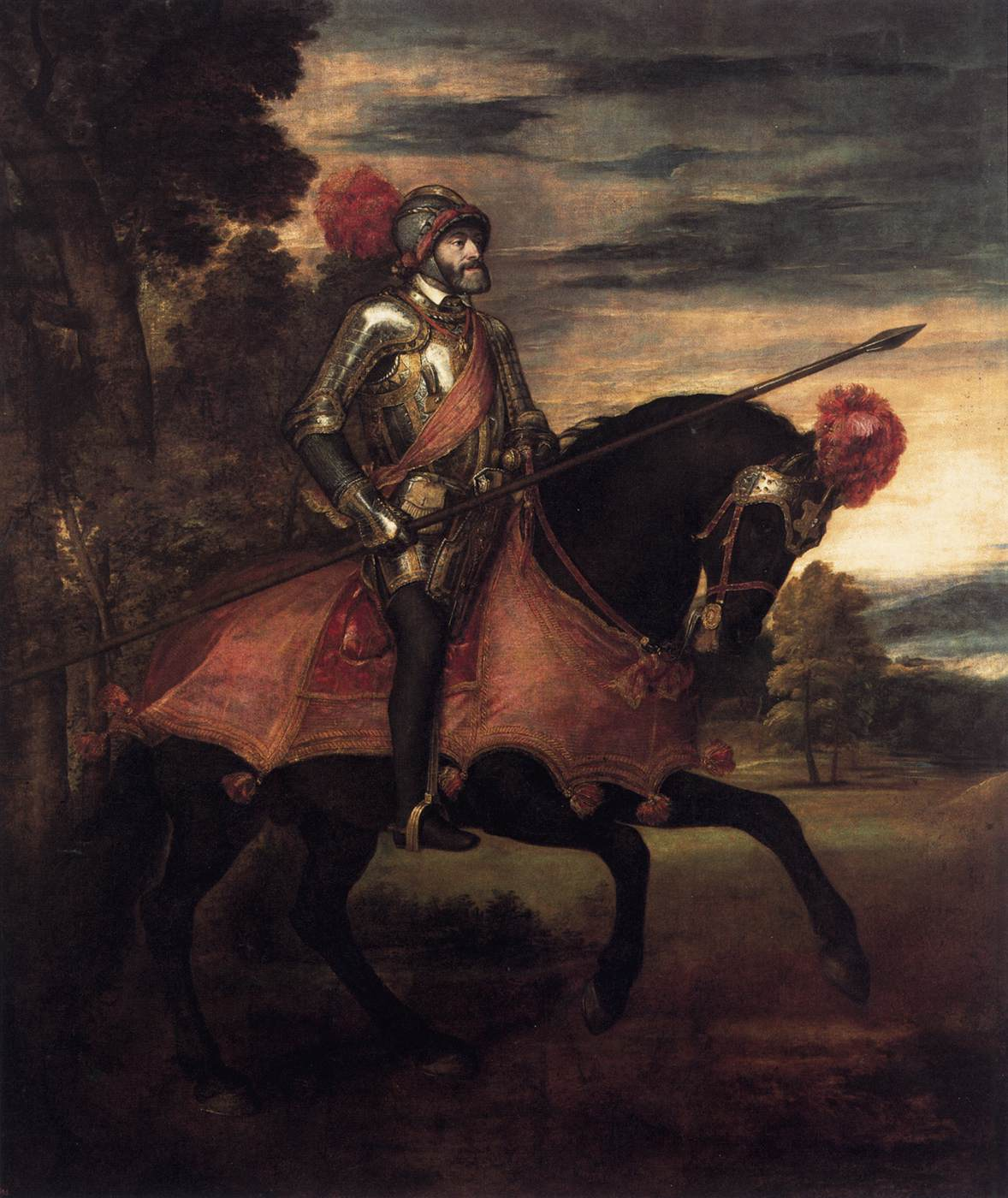
Carlos V en la batalla de Mülhberg por Tiziano que colgaba en el Salón.

Se trataba de una estancia rectangular, de doble altura. Contaba con tres balcones a la fachada sur, sobre los que existían tres huecos en la altura superior, correspondiendo a cada uno de los balcones y dando a la fachada sur. 
Esta estancia se encontraba ricamente decorada con distintos cuadros de enorme fama, destacando entre otros:
- Carlos V a caballo, de Tiziano;

- Felipe III y la Expulsión de los Moriscos, de Velázquez;
- unos diez cuadros de Rubens, como por ejemplo: Jacobo y Esaú, Cacería de Diana o Felipe IV a caballo;
- Jael y Siseta, y, Sansón y Dalila, de Ribera.

En su decoración inicial, la sala se encontraba ricamente amueblada con espejos y seis bufetes. Sobre los cuatro bufetes correspondientes a los laterales de la sala se colgaron ocho espejos de bronce dorado decorados en forma de águila.
El salón de Espejos suponía un segundo punto de comunicación, de carácter privado, entre los cuartos del Rey y de la Reina, en contraposición al Salón de Comedias, que quedaba en la parte interior de la crujía y tenía un carácter eminentemente público.